# Windlust (Achthuizen)
Windlust is een korenmolen in Achthuizen, op het eiland Goeree-Overflakkee, in de Nederlandse provincie Zuid-Holland. De molen is in 1852 gebouwd en heeft ongeveer een eeuw dienstgedaan. Daarna is de stellingmolen in de tweede helft van de twintigste eeuw in verval geraakt. In de jaren 70 is de molen zelfs onttakeld. Rond 1981 is een eerste restauratie uitgevoerd. Sinds 1991 is Windlust eigendom van de Molenstichting Goeree-Overflakkee, die de molen heeft laten restaureren. Tegenwoordig bevinden zich in de molen twee koppels maalstenen waarmee op vrijwillige basis graan wordt gemalen.

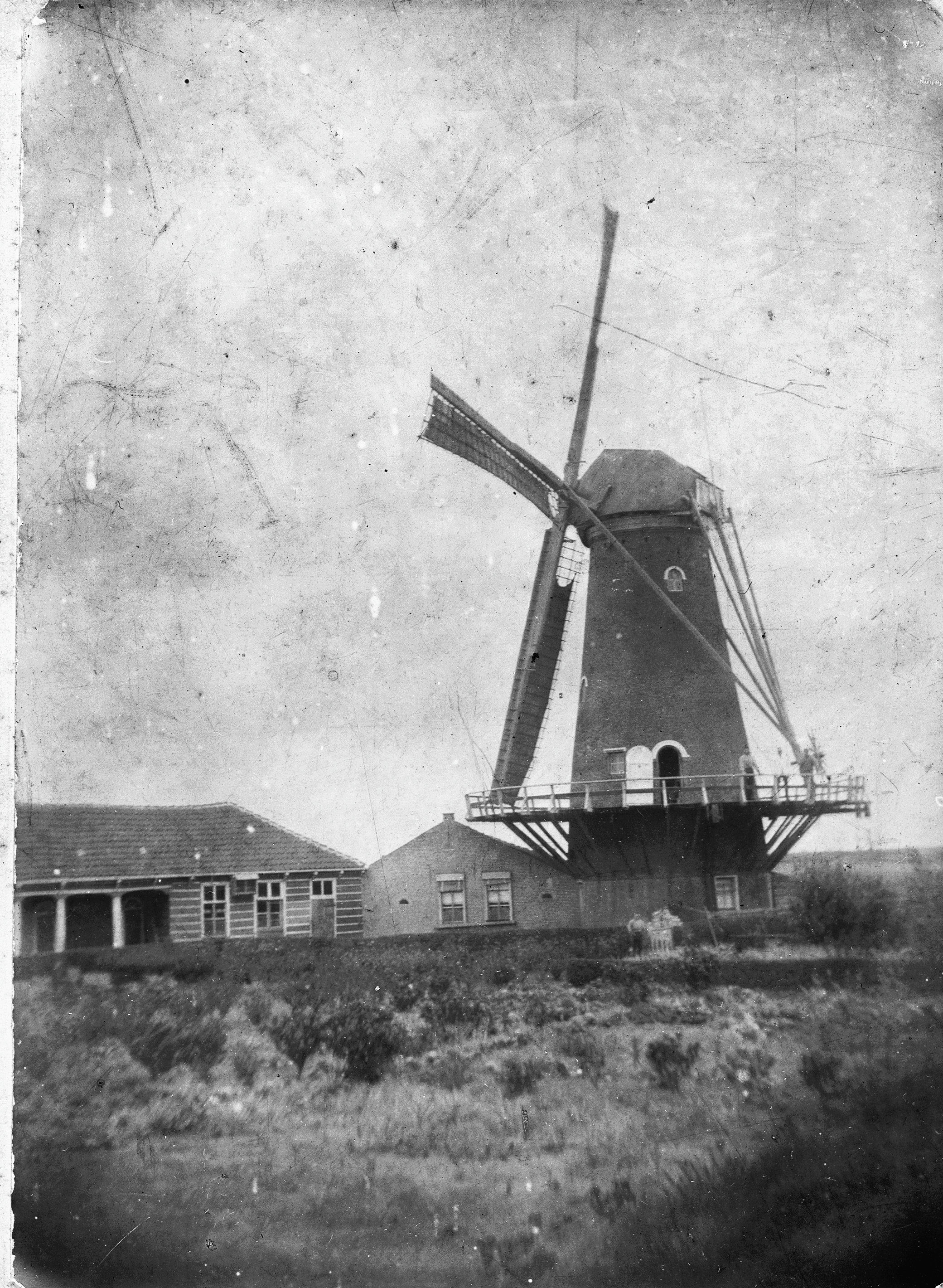
1905
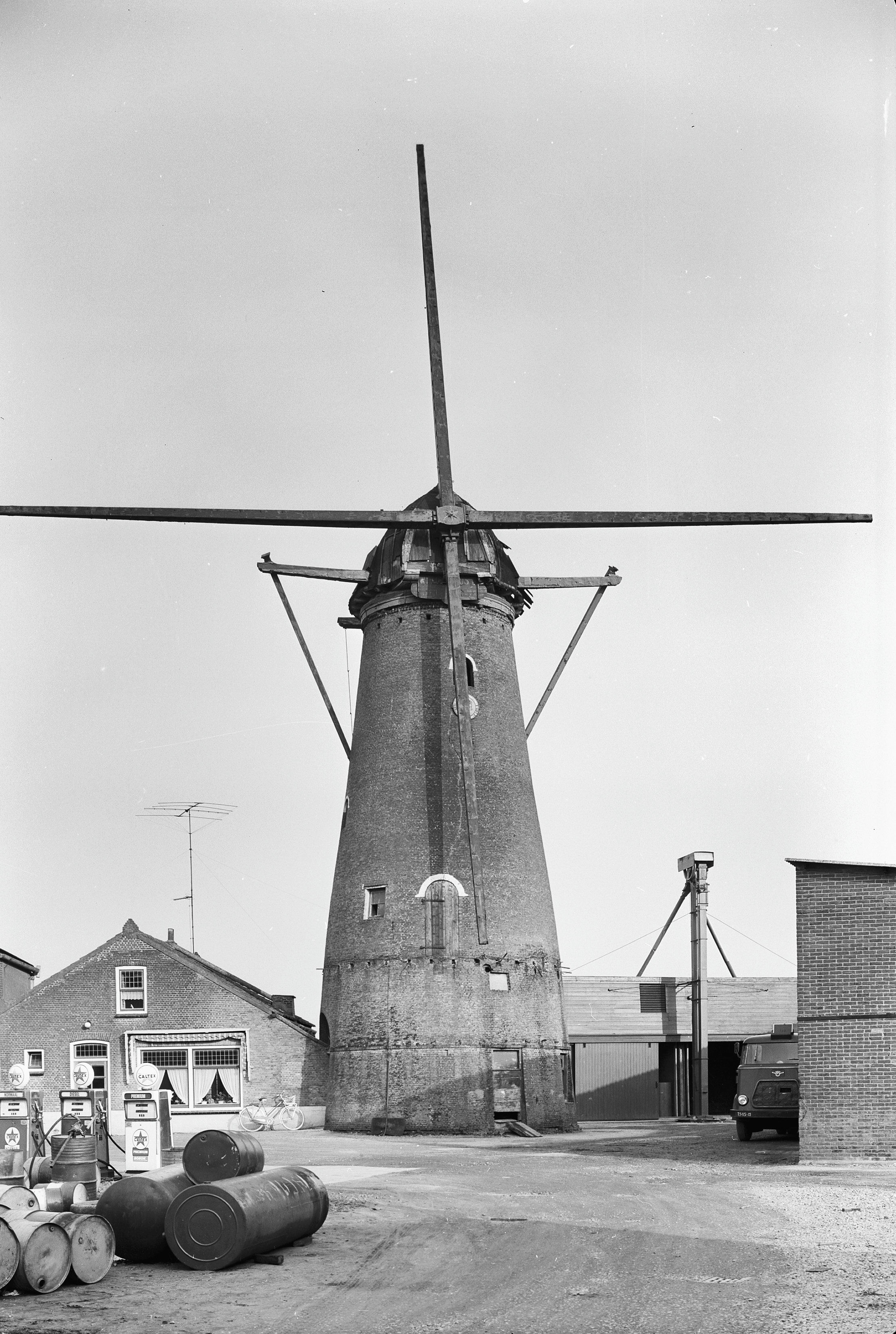
1968
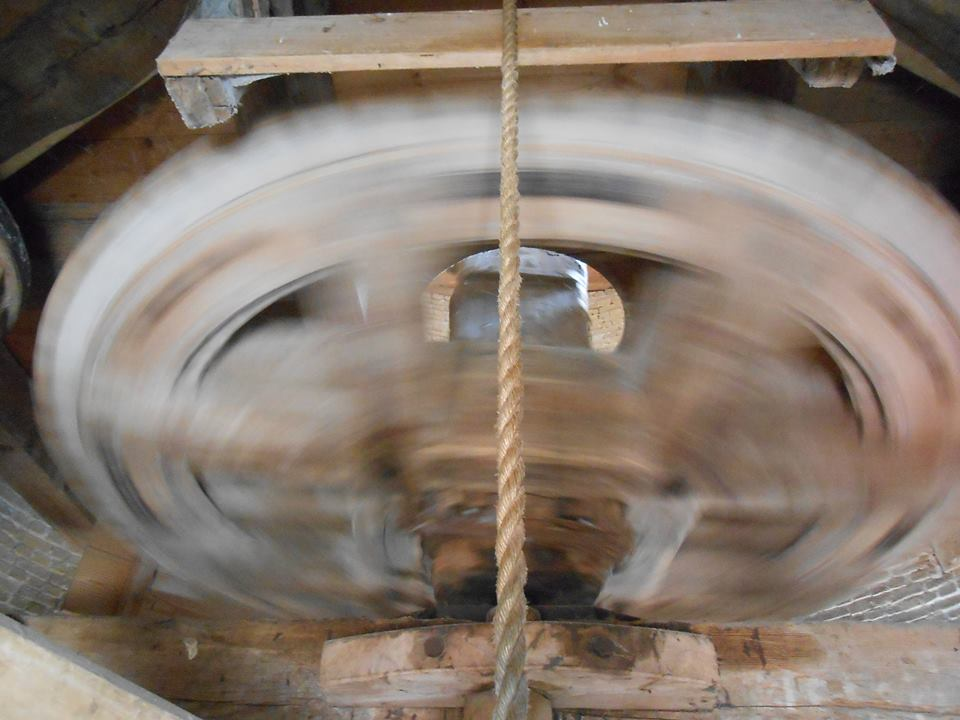
Spoorwiel
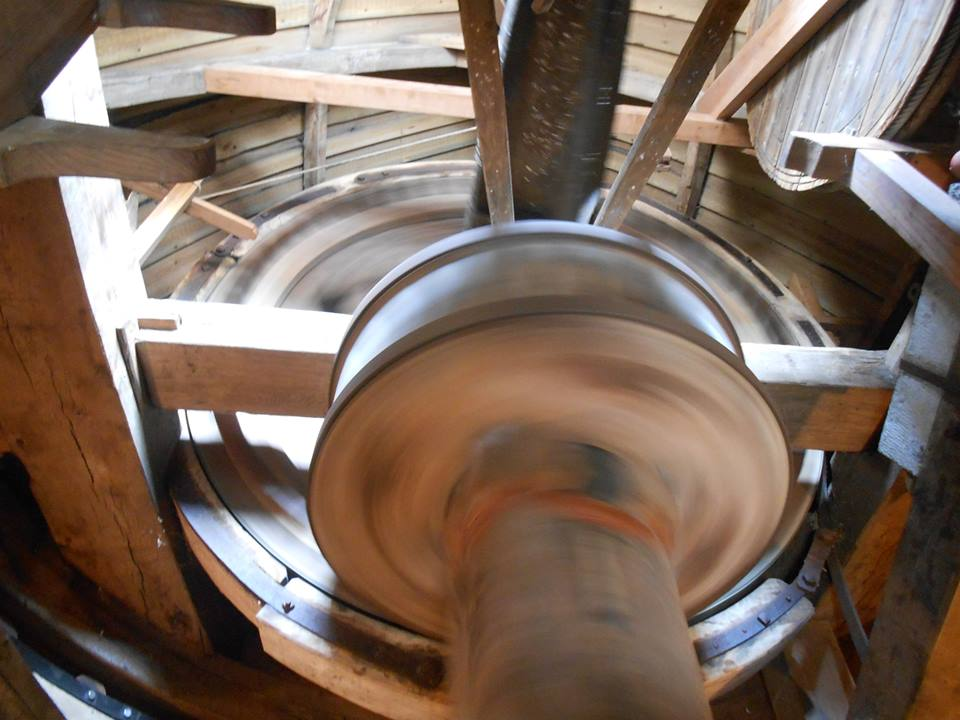
Het bovenwiel en de bovenschijfloop

De Bommelaer ·
De Dankbaarheid ·
De Eendracht ·
De Hoop ·
De Korenbloem ·
d'Oranjeboom ·
De Korenaar ·
Korenlust ·
De Korenbloem ·
Windlust ·
Windvang ·
De Zwaan

Molenstichting Goeree-Overflakkee